# Braslav Rabar
Braslav Rabar est un joueur d'échecs, un théoricien des ouvertures et un journaliste yougoslave né le 27 septembre 1919 à Zagreb et mort le 6 décembre 1973 à Zagreb.

## Biographie et carrière
Pendant la Seconde Guerre mondiale, Rabar représenta l'État indépendant de Croatie lors du premier championnat d'Europe d'échecs individuel  disputé à Munich. Le tournoi fut remporté par Alexandre Alekhine et Rabar finit dernier.
Champion de Yougoslavie en 1951 et deuxième du championnat yougoslave en 1949-1950, 1953 (après un match de départage pour la première place), Rabar reçut le titre de maître international en 1950 et remporta le tournoi de Sao Paulo en 1952.
Rabar représenta la Yougoslavie au tournoi interzonal de 1955.

## Olympiades d'échecs
Rabar participa  à trois olympiades, remportant trois médailles par équipe dont une en or et deux médailles individuelles dont une en or.
Lors de l'olympiade d'échecs de 1950 à Dubrovnik, Rabar remporta une médaille d'or individuelle au 4e échiquier en réalisant le meilleur score de l'olympiade (9/10, +8 =2) et une médaille d'or par équipe, puis il gagna une médaille d'argent individuelle au deuxième échiquier et une médaille d'argent par équipe lors de l'olympiade d'échecs de 1952 à Helsinki et une médaille de bronze par équipe en 1954 à Amsterdam (il jouait au quatrième échiquier).

## Contribution à la théorie des ouvertures
Rabar est l'un des inventeurs de la première classification de l'Encyclopédie des ouvertures d'échecs, appelée aussi « classification Rabar »  utilisée  dans les années 1970 par l'Informateur d'échecs. La classification utilise trois lettres : D (ouvertures commençant par d4), E (ouvertures commençant par e4) et R (le reste).
Rabar  était rédacteur du journal Sahovski Glasnik et  coéditeur de l'informateur d'échecs et l'auteur des deux premiers livres sur les ouvertures parus en Yougoslavie.

## Publication
- Braslav Rabar, Classification of Chess Openings, 1971